# アドルフ・エドゥアルト・マイヤー

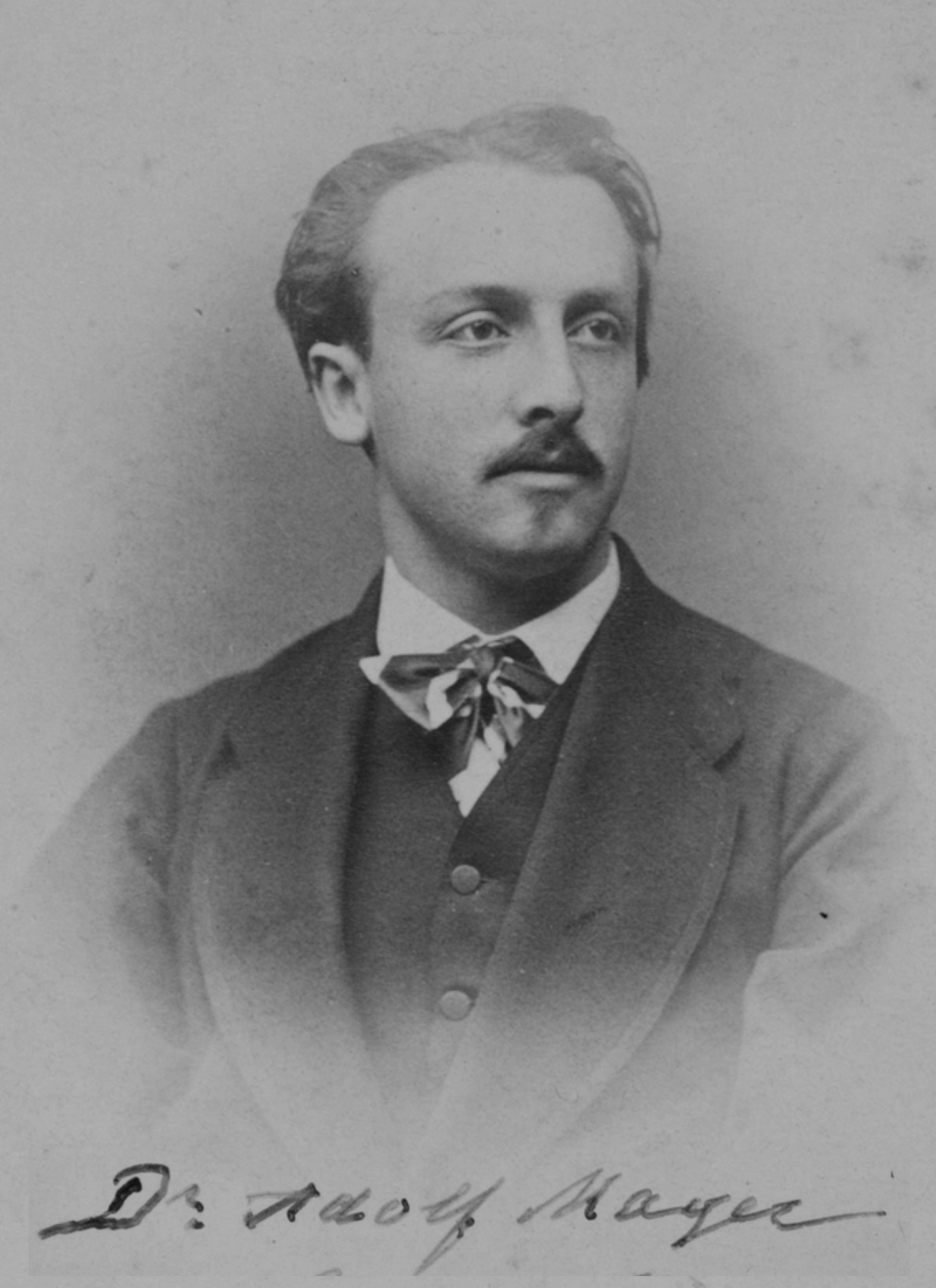
Adolf Mayer 1875

アドルフ・エドゥアルト・マイヤー（Adolf Eduard Mayer、1843年8月9日 - 1942年12月25日）は、ドイツの農芸化学者である。タバコモザイク病の研究で、タバコモザイクウイルスやウイルスの発見につながる重要な役割を果たした。

## 略歴
オルデンブルクで生まれた。父親は高校教師、母親は有名な無機化学者レオポルト・グメリンの娘である。カールスルーエ工科大学で数学と化学を学んだ後、ハイデルベルク大学に入学し、1864年に化学、物理学、数学の博士号を得た。
1879年にオランダのヴァーヘニンゲンの農業試験場の所長を務めていた時、オランダの農家からタバコに発生する特殊な病気の研究を依頼された。1886年に「タバコモザイク病」と名づけたこの病気についての論文を発表し、その症状を詳細に説明した。疾病にかかったタバコの個体の樹液を用いて、健康な個体に疾病を伝染させることができることを示した。当時はこの疾病は細菌か毒素で広がると考えられており、マイヤーは真菌やバクテリアの痕跡を探すために光学顕微鏡を用いたが、タバコモザイクウイルスは光学顕微鏡で検出するには小さすぎたため、何も見つけることができなかった。それでもマイヤーは感染源はある種のバクテリアであると結論づけ、濾紙による濾過を何度か繰り返して、感染した樹液から「透明な濾液」を得ることができたと誤って主張した。紙と最高級のシャンベラン型濾過器を用いた濾過実験が、1892年にドミトリー・イワノフスキー、1898年にマルティヌス・ベイエリンクによって再現され、タバコモザイク病の病原が実際には濾過不可能であることが示された。マルティヌス・ベイエリンクは、タバコモザイク病の非細菌性を示すために「ウイルス」と言う言葉を造語した。1935年にウェンデル・スタンリーがタバコモザイクウイルスの結晶化に成功した。マイヤーのタバコモザイク病の研究はウイルス学の分野の重要なステップを果たしたと評価されている。

## 著作
- Das Düngerkapital und der Raubbau: Eine wirthschaftliche Betrachtung auf naturwissenschaftlicher Grundlage, Heidelberg, 1869
- Lehrbuch der Agrikulturchemie in vierzig Vorlesungen, 2 Bde., Heidelberg, 1871
- Die Lehre von den chemischen Fermenten oder Enzymologie, Heidelberg, 1882
- Ueber die Mosaikkrankheit des Tabaks. Die landwirtschaftlichen Versuchsstationen 32, 451-467, 1886